# Narrosse

Narrosse este o comună în departamentul Landes din sud-vestul Franței. În 2009 avea o populație de 2.946 de locuitori.

## Evoluția populației
| An        | 1975  | 1982  | 1990  | 1999  | 2006  | 2009  |
| --------- | ----- | ----- | ----- | ----- | ----- | ----- |
| Populație | 1.220 | 1.607 | 2.204 | 2.539 | 2.761 | 2.946 |